# کردر (سیریک)
کردر، روستایی در دهستان سیریک بخش مرکزی شهرستان سیریک در استان هرمزگان ایران است.
مردم این روستا پیرو دین اسلام و مذهب اهل سنت و غالبا حنفی هستند.
مردم کردر بلوچ هستند و به زبان بلوچی تکلم می کنند.
این روستا در سال ۱۲۳۰ هجری خورشیدی و در زمان سلطنت ناصرالدین شاه قاجار تاسیس شد.

## جمعیت
بر پایه سرشماری عمومی نفوس و مسکن در سال ۱۳۹۵، جمعیت این روستا برابر با ۴۷۰ نفر (۱۱۵ خانوار) بوده‌است.